# Mats Trygg
Mats Trygg (Oslo, 1º giugno 1976) è un hockeista su ghiaccio norvegese,fratello gemello di Marius Trygg,anch'egli hockeista su ghiaccio.

## Carriera
Nei primi anni di carriera ha giocato con Spektrum Flyers (1994-1996) e Manglerud Star (1996-1999). Nella stagione 1999/2000 è approdato al Färjestads BK, in cui è rimasto fino al 2005.
Nella stagione 2005/06 si è trasferito in Germania nel Roosters d'Iserlohn. Dal 2006 al 2010 ha giocato con il Kölner Haie, mentre per l'annata 2010/11 ha indossato la casacca degli Hambourg Freezers.
Dal 2011 al 2013 ha giocato con l'HV71, mentre dal 2013 gioca con il Lørenskog IK.
In ambito internazionale, con la rappresentativa norvegese, ha preso parte a due edizioni dei Giochi olimpici invernali (2010 e 2014) e a diverse edizioni dei campionati mondiali.